# Galium fruticosum
Galium fruticosum ist eine Pflanzenart aus der Familie der Rötegewächse (Rubiaceae).

## Merkmale
Galium fruticosum ist ein Strauch, der Wuchshöhen von 35 bis 90 Zentimeter erreicht. Die Pflanze ist rutenartig und strauchig und bildet keine Ausläufer. Die Stängel sind steif und aufsteigend. Die längsten Stängelabschnitte der Seitenäste messen 30 bis 60 Millimeter. Die Blätter sind 20 bis 26 Millimeter groß, länglich-keilförmig und nur undeutlich dreinervig. Der Blütenstand ist locker, er hat einen breit eiförmigen Umriss. Die Krone ist weißlich-gelb und hat einen Durchmesser von 2,5 bis 3 Millimeter.
Die Blütezeit reicht von Mai bis Juni.
Die Chromosomenzahl beträgt 2n = 22.

## Vorkommen
Galium fruticosum ist auf Kreta endemisch. Die Art wächst in Kalkfelsspalten in Höhenlagen von 0 bis 1250 (selten bis 1800) Meter.